# 도미니크 아르젠토

도미니크 아르젠토(Dominick Argento, 1927년 10월 27일 ~ 2019년 2월 20일)는 서정 오페라와 합창 음악으로 유명한 미국의 작곡가이다. 그의 가장 잘 알려진 작품으로는 오페라 《 모로코에서 온 엽서》, 《미스 하비샴의 불》, 《천사의 가면》, 《애스펀 서류》 가 있다. 그는 또한 연가곡 <6개의 엘리자베스 노래> 와 <버지니아 울프의 일기에서>로도 유명하며, 후자로 인해 1975년에 음악 부문 퓰리처상을 수상했다. 주로 조성적 맥락에서 그의 음악은 조성, 무조성 및 12음주의의 서정적 사용을 자유롭게 결합한다. 아르젠토의 음악은 2차 세계대전 이후 시대의 실험적이고 엄격한 아방가르드 유행에 근접하지 않는다.
1950년대에 학생이었던 아르젠토는 미국과 이탈리아를 오가며 생활했으며, 그의 음악은 미국에서 가르쳤던 강사들과 이탈리아, 특히 피렌체에 대한 개인적인 애정으로부터 큰 영향을 받았다. 그의 작품 대부분은 그가 매년 일부 시간을 보낸 피렌체에서 쓰여졌다. 그는 미니애폴리스에 있는 미네소타 대학교의 교수였다. 그는 그 도시의 주민들이 자신의 작업을 엄청나게 지지해 주었으며 동부 해안 음악의 고압적인 세계에 머물렀다면 자신의 음악적 발전이 방해를 받았을 것이라고 자주 언급했다. 그는 센터 오페라 컴퍼니(현재의 미네소타 오페라 )의 창립자 중 한 명이었다. 뉴스위크(Newsweek) 잡지는 한때 트윈 시티(Twin Cities)를 "아르젠토의 마을"이라고 불렀다.